# Ladislav Dušek (biostatistik)
Ladislav Dušek (* 2. června 1967 Chrudim) je český biostatistik.

## Vzdělání
V roce 1991 dokončil studium obecné biologie na Přírodovědecké fakultě Masarykovy univerzity. Na téže univerzitě se v roce 2003 habilitoval (obor fyziologie živočichů) a v roce 2018 získal profesuru (obor lékařská biologie).

## Odborná činnost
Ladislav Dušek se specializuje na analýzu a hodnocení biologických a klinických dat, aplikaci statistických metod v biologii a medicíně, vývoj software pro zdravotnictví, biostatistiku, prediktivní onkologii a epidemiologie, informační technologie v medicíně.
Od roku 1999 pracuje jako vedoucí v Institutu biostatistiky a analýz Masarykovy univerzity. V květnu 2014 se stal ředitelem Ústavu zdravotnických informací a statistiky ČR.